# Tadeusz Huk
Tadeusz Huk (ur. 1 maja 1948 w Krakowie) – polski aktor teatralny, filmowy i telewizyjny.

## Życiorys
Jest absolwentem VIII Liceum Ogólnokształcącego im. Stanisława Wyspiańskiego w Krakowie. W 1970 ukończył z wyróżnieniem studia na Państwowej Wyższej Szkole Teatralnej w Krakowie.
Pracę rozpoczął w 1970 w Teatrze im. Juliusza Słowackiego. W 1974 przeszedł do Teatru Starego. W 2014 przeszedł na emeryturę.
Jako aktor filmowy debiutował w 1969 w Dniu oczyszczenia. Wcielił się w około sto ról teatralnych, filmowych, telewizyjnych i kabaretowych.
W 2011 otrzymał Srebrny Medal „Zasłużony Kulturze Gloria Artis” (2011).

## Filmografia
| Filmy |                                                       |                                                      |                                          |
| Rok   | Tytuł                                                 | Rola                                                 | Uwagi                                    |
| 1969  | Dzień oczyszczenia                                    | partyzant radziecki                                  | debiut filmowy, nie występuje w napisach |
| 1971  | Trzecia część nocy                                    | karmiciel wszy                                       |                                          |
| 1975  | W te dni przedwiosenne                                | policjant                                            |                                          |
| 1976  | Ocalić miasto                                         | adiutant gubernatora Hansa Franka                    |                                          |
| 1977  | Wodzirej                                              | fotograf Tomek                                       |                                          |
| 1978  | Aktorzy prowincjonalni                                | Krzysztof Malewski                                   |                                          |
| 1979  | Szansa                                                | Tadek Matysiak, zawodnik piłki nożnej                |                                          |
| 1979  | Amator                                                | lekarz dyżurny                                       |                                          |
| 1980  | W biały dzień                                         | mężczyzna w antykwariacie                            |                                          |
| 1980  | Gorączka                                              | „Chemik”                                             |                                          |
| 1981  | Okno                                                  | pisarz Krzysztof                                     |                                          |
| 1982  | Matka królów                                          | Renard                                               |                                          |
| 1982  | Danton                                                | Couthon                                              |                                          |
| 1982  | Bluszcz                                               | Bogdan Wiczewski, były mąż Kingi                     |                                          |
| 1984  | Idol                                                  | Witek, przyjaciel Kortona                            |                                          |
| 1986  | Odczyt, czyli jak zostałem literatem                  | Tadeusz Boy-Żeleński                                 | film dokumentalny                        |
| 1988  | Oskarżony                                             | Tadeusz Żeleński-Boy                                 | film dokumentalny                        |
| 1988  | Gwiazda Piołun                                        | mężczyzna                                            |                                          |
| 1988  | Animalki                                              | tata Asi i Tomka                                     |                                          |
| 1989  | Oko cyklonu                                           | pułkownik Otto von Schramm vel kapitan Schmidt       |                                          |
| 1989  | Kapitał, czyli jak zrobić pieniądze w Polsce          | docent Kasiński, właściciel biura matrymonialnego    |                                          |
| 1990  | Piggate                                               | William Holding, dyrektor Instytutu Transplantologii |                                          |
| 1992  | Psy                                                   | Marian „Wielki” Słaby, producent amfetaminy          |                                          |
| 1993  | Lista Schindlera                                      | gestapowiec w Brinnlitz                              |                                          |
| 1995  | Papież nadziei                                        | lektor                                               | film dokumentalny                        |
| 1996  | Panna Nikt                                            | nauczyciel WF-u                                      |                                          |
| 1998  | Demony wojny według Goi                               | major Czesław Kusz                                   |                                          |
| 1999  | Operacja Samum                                        | pułkownik, szef polskich służb wywiadowczych         |                                          |
| 2000  | Chłopaki nie płaczą                                   | policjant Tadek                                      |                                          |
| 2001  | Poranek Kojota                                        | Stefan „Prezes”, ojczym Noemi                        |                                          |
| 2002  | Karol Szymanowski. Linia życia 3 X 1882 – 29 III 1937 | lektor                                               | film dokumentalny                        |
| 2003  | Czarne znamię                                         | Heydər Əliyev                                        |                                          |
| 2005  | Eragon                                                | Brom                                                 | dubbing                                  |
| 2006  | Dublerzy                                              | agent Berkowitz                                      |                                          |
| 2016  | Gówno pod teatrem                                     | dyrektor teatru                                      | film krótkometrażowy                     |
| 2021  | Pani Basia                                            | profesor                                             | film krótkometrażowy                     |

| Produkcje telewizyjne |                                                        |                                                           |                                        |
| Rok                   | Tytuł                                                  | Rola                                                      | Uwagi                                  |
| 1972                  | Warszawianka                                           | Piotr Wysocki                                             | spektakl telewizyjny                   |
| 1972                  | Królowa przedmieścia                                   | Zygmunt                                                   | spektakl telewizyjny                   |
| 1973                  | Niebezpiecznie panie Mochnacki                         | porucznik Piotr Wysocki                                   | spektakl telewizyjny                   |
| 1974                  | Wariatka z Chaillot                                    | Piotr                                                     | spektakl telewizyjny                   |
| 1974                  | Ondraszek                                              | Ondraszek                                                 | spektakl telewizyjny                   |
| 1974                  | Jak redagowałem dziennik w Tennessee                   | Mark Twain                                                | spektakl telewizyjny                   |
| 1976                  | Wszyscy mówią prawdę                                   | Stanley                                                   | spektakl telewizyjny                   |
| 1977                  | W gipsie                                               | Joris                                                     | spektakl telewizyjny                   |
| 1978                  | Pelikan                                                | Zięć                                                      | spektakl telewizyjny                   |
| 1978                  | Oszczerstwo                                            | Gheorghe                                                  | spektakl telewizyjny                   |
| 1978                  | Noc listopadowa                                        | Lubowidzki                                                | spektakl telewizyjny                   |
| 1978                  | Lorenzaccio                                            | Piotr Strozzi                                             | spektakl telewizyjny                   |
| 1978                  | Każdy ratuje siebie                                    | Zastępca                                                  | spektakl telewizyjny                   |
| 1978                  | Jubileusz                                              | Colin                                                     | spektakl telewizyjny                   |
| 1979                  | U mety                                                 | Pan Leonard                                               | spektakl telewizyjny                   |
| 1979                  | Iwanow                                                 | Iwanow                                                    | spektakl telewizyjny                   |
| 1979                  | Dozorca                                                | Mick                                                      | spektakl telewizyjny                   |
| 1980                  | Z biegiem lat, z biegiem dni…                          | woźnica Jankiel                                           | serial telewizyjny                     |
| 1980                  | Wieczór z nieznajomym                                  | Raven                                                     | spektakl telewizyjny                   |
| 1980                  | Borys Godunow                                          | Gawriła Puszkin                                           | spektakl telewizyjny                   |
| 1980                  | Blisko serca                                           | Delagnerra                                                | spektakl telewizyjny                   |
| 1983                  | Wróg ludu                                              | Redaktor Hovstad                                          | spektakl telewizyjny                   |
| 1983                  | Święty eksperyment                                     | Ojciec Oros                                               | spektakl telewizyjny                   |
| 1983                  | Polski listopad                                        | Moraczewski                                               | spektakl telewizyjny                   |
| 1983                  | Gdy płoną lasy                                         | Pułkownik                                                 | spektakl telewizyjny                   |
| 1983                  | Dziady                                                 | Kolleski Registrator                                      | spektakl telewizyjny                   |
| 1984                  | Nie mam ci nic do powiedzenia                          | Brookes                                                   | spektakl telewizyjny                   |
| 1985                  | Trąd w pałacu sprawiedliwości                          | Croz                                                      | spektakl telewizyjny                   |
| 1985                  | Tajemnica jeziora                                      | Philip Marlowe                                            | spektakl telewizyjny                   |
| 1985                  | Hamlet                                                 | Klaudiusz                                                 | spektakl telewizyjny                   |
| 1986                  | Twarze Witkacego czyli regulamin firmy portretowej     | Stanisław Ignacy Witkiewicz                               | spektakl telewizyjny                   |
| 1986                  | Mistrz sądu ostatecznego                               | Narrator, Salimbieni                                      | spektakl telewizyjny                   |
| 1988                  | Tunel                                                  | Castel                                                    | spektakl telewizyjny                   |
| 1989                  | Ostatni z Jagiellonów                                  | Commendone                                                | spektakl telewizyjn                    |
| 1989                  | Koncert Świętego Owidiusza                             | Dawid                                                     | spektakl telewizyjny                   |
| 1989                  | Idę łąko ku tobie, czyli iłżecki romans B. Leśmiana    | Narrator                                                  | spektakl telewizyjny                   |
| 1989                  | Dzieci Arbatu                                          | Bieriezin                                                 | spektakl telewizyjny                   |
| 1989                  | Bruno                                                  | Gestapowiec                                               | spektakl telewizyjny                   |
| 1990                  | Traugutt                                               | Książę Ksawery Branicki                                   | spektakl telewizyjny                   |
| 1990                  | Świnka                                                 | William Holding, dyrektor Instytutu Transplantologii      | serial telewizyjny                     |
| 1991                  | Wyprawa profesora Tarantogi                            | Profesor Tarantoga                                        | spektakl telewizyjny                   |
| 1991                  | Noc Walpurgii albo kroki komandora                     | Prochorow                                                 | spektakl telewizyjny                   |
| 1991                  | Hamlet IV                                              | Fortynbras, król Norwegii                                 | spektakl telewizyjny                   |
| 1992                  | Król Edyp                                              | Przewodnik Chóru                                          | spektakl telewizyjny                   |
| 1992                  | Gdy rozum śpi                                          | Don José Duaso y Latre                                    | spektakl telewizyjny                   |
| 1992                  | Czy ktoś mnie kocha w tym domu?                        | tata Agnieszki, dyrygent                                  | film telewizyjny                       |
| 1993                  | Chwila sławy                                           | Vic Parks                                                 | spektakl telewizyjny                   |
| 1994                  | Ziarno zroszone krwią                                  | pułkownik Kazimierz Iranek-Osmecki „Heller”               | spektakl telewizyjny                   |
| 1994                  | Szkoła latania                                         | Blondin                                                   | spektakl telewizyjny                   |
| 1994                  | Prezydent                                              | Hrabia                                                    | spektakl telewizyjny                   |
| 1994                  | Maria Stuart                                           | Hrabia Burleigh                                           | spektakl telewizyjny                   |
| 1995                  | Rodzina                                                | Wojewoda                                                  | spektakl telewizyjny                   |
| 1995                  | Opowieść o Józefie Szwejku i jego najjaśniejszej epoce | cesarz Franciszek Józef I                                 | serial telewizyjny                     |
| 1995                  | Królewskie echo                                        | Czarny Rycerz                                             | spektakl telewizyjny                   |
| 1996                  | Sprawa Folsztyńskiego                                  | Król Bażulik                                              | spektakl telewizyjny                   |
| 1996                  | Donadieu                                               | Donadieu                                                  | spektakl telewizyjny                   |
| 1996                  | Bal błaznów                                            | Borys Sokoł                                               | spektakl telewizyjny                   |
| 1997                  | Wiosna Narodów w Cichym Zakątku                        | Baron Krieg                                               | spektakl telewizyjny                   |
| 1997                  | O księciu Gotfrydzie, rycerzu gwiazdy wigilijnej       | Król Zygmunt                                              | spektakl telewizyjny                   |
| 1997                  | Mąż i żona                                             | Hrabia Wacław                                             | spektakl telewizyjny                   |
| 1997                  | Matka Courage i jej dzieci                             | Wachmistrz I                                              | spektakl telewizyjny                   |
| 1997                  | Chińska kokaina, czyli sen o Paryżu                    | Obolianinow                                               | spektakl telewizyjny                   |
| 1998                  | Tak zwana ludzkość w obłędzie                          | Chór Witkacych                                            | spektakl telewizyjny                   |
| 1999                  | Przygody dobrego wojaka Szwejka                        | cesarz Franciszek Józef I                                 | film telewizyjny                       |
| 1999                  | Policjanci                                             | komisarz Smuga                                            | serial telewizyjny                     |
| 1999                  | Miarka za miarkę                                       | Rotmistrz                                                 | spektakl telewizyjny                   |
| 2000                  | Skarb sekretarza                                       | wiceminister Stefan Powałka                               | serial telewizyjny                     |
| 2001                  | Szkoła obmowy                                          | Starosta                                                  | spektakl telewizyjny                   |
| 2001                  | Brat Elvis                                             | Leśniczy                                                  | spektakl telewizyjny                   |
| 2002                  | Transfer                                               | Jorg                                                      | spektakl telewizyjny                   |
| 2002                  | Wszyscy święci                                         | Jan, syn Marii                                            | film telewizyjny (cykl Święta polskie) |
| 2002                  | Na dobre i na złe                                      | Adam Sadowski, ojciec Łukasza                             | serial telewizyjny                     |
| 2002                  | Jest sprawa…                                           | wiceminister Stefan Powałka                               | film telewizyjny                       |
| 2006                  | Umarli ze Spoon River                                  | Thomas Rhodes                                             | spektakl telewizyjny                   |
| 2006                  | Góra góry                                              | Igor Mokosa                                               | spektakl telewizyjny                   |
| 2006                  | Dublerzy                                               | Agent Berkowitz                                           | serial telewizyjny                     |
| 2007                  | Tylko miłość                                           | mecenas Aleks Tudor, adwokat, pełnomocnik Krystyny Bogusz | serial telewizyjny                     |
| 2009                  | Czas honoru                                            | Stanisław Wojciechowski, ojciec Bronka                    | serial telewizyjny                     |
| 2009                  | Majka                                                  | Kazimierz Duszyński, ojciec Michała                       | serial telewizyjny                     |
| 2011                  | Julia                                                  | Tadeusz Janicki, ojciec Jana i Macieja                    | serial telewizyjny                     |
| 2015                  | Na Wspólnej                                            | Hebel                                                     | serial telewizyjny                     |
| 2016                  | Artyści                                                | kierownik techniczny Marek Arabski                        | serial telewizyjny                     |
| 2018                  | Przyjaciółki                                           | Dariusz Jeleński, ojciec Wiktora                          | serial telewizyjny                     |
| 2019                  | Pasjonaci                                              | woźny Walenty Rapacki                                     | serial dokumentalny                    |